# Садовое (Багратионовский район)
Садовое — посёлок в Багратионовском районе Калининградской области. До 2017 года входил в состав Нивенского сельского поселения.

## География
Посёлок Садовое расположен на правом (северном) берегу Майской, в 1 км к северу от находящегося на противоположном берегу посёлка Славское.

## История
До 1945 года Садовое являлось не имевшей отдельного названия северной частью города Кройцбурга (ныне посёлок Славское).
С 1945 года — посёлок при ж/д-станции Кройцбург (ныне линия разобрана), с 1950 года — посёлок Садовое.

## Население
| 2002 | 2010 |
| ---- | ---- |
| 67   | ↘53  |

## Достопримечательности
- Памятник на месте гибели младшего лейтенанта Каримова Фатыха Валеевича (09.01.1909-19.02.1945) открыт в мае 2017 года[2].